# Slagsmålsklubben
Slagsmålsklubben (souvent abrégé SMK) est un groupe de synthpop suédois, originaire de Norrköping. Leur nom est une traduction littérale en suédois du titre du roman et du film Fight Club. Ils comptent au total quatre albums studio, cinq singles et deux albums live. Ils sont également présents, à travers les projets parallèles 50 Hertz et Häxor och porr, sur l'album de remixes de Björk intitulé Army of Me: Remixes and Covers. En 2005, le groupe s'installe à Berlin en Allemagne.

## Biographie
Le premier enregistrement de Slagsmålsklubben est réalisé par hasard en novembre 2000, par le raccordement d'un médiocre synthétiseur pour enfant reçu à Noël à un rudimentaire amplificateur de guitare. La combinaison de ces deux mauvais instruments produisit un son inédit (a newly discovered plastic hardcore sound from Gehenna with sweet melodies from heaven). Joni, Björn et Beebop, conscients de l'originalité de leur découverte, enregistrèrent trois chansons dans l'après-midi. L'une d'elles était Hit Me Hard.
En un an, le groupe recrute trois autres membres (Hannes, Frej et Kim) et part s'installer à Malmö, dans le sud de la Suède. Après la sortie de Den svenske disco et de Sagan om konungens årsinkomst, et le succès grandissant, le groupe part s'installer à Berlin, place forte de la musique électronique. Remplis d'influences nouvelles, Slagsmålsklubben retourne dans la campagne suédoise en 2007 pour y enregistrer son dernier album Boss for Leader. En 2010 sort un nouveau single, Brutal Weapons.
En 2012 sort Opening the Garage, un nouvel album qui marque un tournant dans leur musique puisqu'il présente un style musical plus mûr.
Lors de leurs concerts en France, les fans y apportent systématiquement un ours en peluche. Celui-ci a été signé par le groupe lors de leur concert au Nouveau Casino le 30 octobre 2010. Le propriétaire de cet ours reste aujourd'hui anonyme.